# スザンヌ (レナード・コーエンの曲)
「スザンヌ」（Suzanne）は、カナダのシンガーソングライター、詩人のレナード・コーエンが1967年に発表した楽曲。コーエンの代表作の一つである。女性によるカバーが多いことでも知られる。

## 概要
もともとは「スザンヌ」はコーエンが1966年に出版した4作目の詩集『Parasites of Heaven』に収められた一編の詩であった。同年11月、ジュディ・コリンズがアルバム『In My Life』で本作品を取り上げると、それがコロムビア・レコードでボブ・ディランのプロデューサーを務めていたジョン・ハモンドの目に止まり、アメリカでのコーエンのレコード・デビューが決まる。
レコーディングはニューヨークのコロムビア・レコーディング・スタジオで行われた。ジョン・ハモンドが体調を崩したことにより、プロデュースはジョン・サイモンが担当した。
1967年12月27日発表のアルバム『レナード・コーエンの唄（Songs of Leonard Cohen）』の一曲目に収録された。コーエンの歌とアコースティック・ギターのバックでコーラスをつけているのは、アメリカのシンガーソングライターのナンシー・プリディ。本作品は1968年1月23日にシングルカットされた。
1970年8月に開催された第3回ワイト島音楽祭にコーエンは出演し、本作品を演奏した。同ライブ・バージョンの映像は2009年10月20日に発売されたCD/DVD『Live at the Isle of Wight 1970』で見ることができる。
『ローリング・ストーン』誌が選ぶ最も偉大な500曲において、284位にランクされている。

## カバー・バージョン
|        | アーティスト名                   | レコード・CD                                                                  | 備考                                                                        |
| ------ | -------------------------------- | ----------------------------------------------------------------------------- | --------------------------------------------------------------------------- |
| 1966年 | ザ・ストーミー・クローヴァーズ   |                                                                               |                                                                             |
| 1966年 | ジュディ・コリンズ               | 『In My Life』                                                                |                                                                             |
| 1967年 | ノエル・ハリスン                 | シングル                                                                      | ビルボード・Hot 100で56位を記録。                                           |
| 1967年 | チャド・ミッチェル               | 『Love, A Feeling of』                                                        |                                                                             |
| 1968年 | スパンキー&アワ・ギャング        | 『Like to Get to Know You』                                                   |                                                                             |
| 1968年 | グレアム・オールライト           | 『Le jour de clarté』                                                         | フランス語。                                                                |
| 1968年 | フランソワーズ・アルディ         | EP「さよならを教えて」                                                        | フランス語。                                                                |
| 1969年 | フランソワーズ・アルディ         | 『One-Nine-Seven-Zero』                                                       | 原詞バージョン。                                                            |
| 1969年 | ニーナ・シモン                   | 『トゥ・ラヴ・サムバディ』 シングル                                           |                                                                             |
| 1969年 | ヘルマン・ヴァン・ヴェーン       | 『Herman van Veen II』                                                        | オランダ語。                                                                |
| 1970年 | ハリー・ベラフォンテ             | 『Homeward Bound』                                                            |                                                                             |
| 1970年 | ナンシー・ウィルソン             | 『Can't Take My Eyes Off You』                                                |                                                                             |
| 1971年 | アンニ＝フリッド・リングスタッド | 『Frida』                                                                     | スウェーデン語。                                                            |
| 1970年 | ジョーン・バエズ                 | ドキュメンタリー映画『Carry It On』                                           | 1971年発売のサウンドトラック・アルバム『Carry It On』に収録。               |
| 1972年 | ファブリツィオ・デ・アンドレ     | シングル                                                                      | イタリア語。                                                                |
| 1973年 | ロバータ・フラック               | 『やさしく歌って』                                                            |                                                                             |
| 1976年 | ジョーン・バエズ                 | 『From Every Stage』                                                          |                                                                             |
| 1983年 | ミア・マルティーニ               | 『In concerto - Miei compagni di viaggio』                                    | イタリア語。                                                                |
| 1984年 | フライング・リザーズ             | 『Top Ten』                                                                   |                                                                             |
| 1987年 | フェアポート・コンヴェンション   | 『ヘイデイ』                                                                  | 1968年から1969年にかけて録音されたライブ音源。                              |
| 1999年 | ダイアン・リーヴス               | 『Bridges』                                                                   |                                                                             |
| 2000年 | ダイアン・リーヴス               | 『イン・ザ・モーメント-ライヴ・イン・コンサート』                             |                                                                             |
| 2004年 | トーマス・トールセン             | 『På danske læber - 16 Leonard Cohen-sange i danske fortolkninger』           | デンマーク語。                                                              |
| 2007年 | リアン・キャロル                 | 『Dolly Bird』                                                                |                                                                             |
| 2007年 | アレサ・フランクリン             | 『レア&アンリリースド・レコーディングス』                                     | 1973年のアルバム『Hey Now Hey (The Other Side of the Sky)』のアウトテイク。 |
| 2007年 | シルヴィ・バルタン               | 『Nouvelle Vague』                                                            | フランス語。                                                                |
| 2008年 | ロエル・スロフストラ             | 『In Frysk earbetoan oan Leonard Cohen - Cohen in het Fries - De Partisanen』 | フリジア語。                                                                |
| 2008年 | ジェームス・テイラー             | 『Covers』                                                                    |                                                                             |
| 2008年 | イアン・マッカロク               | 『Cohen Covered』                                                             |                                                                             |
| 2010年 | タンジェリン・ドリーム           | 『Under Cover – Chapter One』                                                 |                                                                             |
| 2011年 | ニーナ・シモン                   | 『Black Gold』エクスパンデッド・エディション                                  | 1969年10月のライブ音源。                                                    |
| 2012年 | パトリシア・オキャラガン         | 『Matador: The Songs of Leonard Cohen』                                       |                                                                             |
| 2014年 | リサ・シモン                     | 『All Is Well』                                                               |                                                                             |